# Juan de Ortega (monje jerónimo)
Fray Juan de Ortega (c. 1495-1557) fue un monje y obispo jerónimo del siglo XVI al que algunos atribuyen la composición del Lazarillo de Tormes (1554). 

## Biografía
Estudió Teología en la Universidad de Salamanca y tomó el hábito de los Jerónimos en San Leonardo de Alba de Tormes. 
Protegió a los moriscos y el emperador Carlos V supervisó su carrera eclesiástica; de hecho, fue fray Juan quien preparó su retiro en el Monasterio de Yuste. 
El emperador lo nombró obispo de Chiapas en México, cargo al que renunció, y fue designado General de su Orden de 1552 a 1555. 
El padre fray José de Sigüenza, al evocarlo en su Historia de la Orden de San Jerónimo (1605) observa:
Dicen que siendo estudiante en Salamanca mancebo, como tenía un ingenio tan galán y fresco, hizo aquel librillo que anda por ahí, llamado Lazarillo de Tormes, mostrando en un sujeto tan humilde la propiedad de la lengua castellana y el decoro de las personas que introduce con tan singular artificio y donaire, que merece ser leído de los que tienen buen gusto. El indicio de esto fue haberle hallado el borrador en la celda, de su propia mano escrito.
La atribución es dudosa, pues que poseyera un borrador manuscrito no indica que fuera necesariamente él el autor de la obra, por otra parte muy anticlerical, ya que además no escribió ninguna otra obra literaria. Por otra parte, el anonimato estaría justificado, ya que al salir de la imprenta en 1554 era aún padre general de los Jerónimos y resultaría escandaloso que firmara una obra de esta clase. El principal sostenedor de la autoría de Ortega es el gran hispanista francés Marcel Bataillon, y la han apoyado posteriormente otros autores como José Delfín Val. Es la teoría más plausible, junto con la de don Diego Hurtado de Mendoza, y es desde luego la primera, cronológicamente hablando (1605); en 1607 surge la de Hurtado de Mendoza.